# Golf en France
L'histoire du golf en France remonte à 1856 avec la création du premier parcours à Pau à l'instigation des Anglais installés dans la région. La Fédération française de golf (FFG) voit le jour en 1912 afin d'organiser et de développer le golf amateur et professionnel en France. Plus de 60 ans plus tard, le 9 avril 1975 l'association sportive est reconnue d’utilité publique par Décret pris en Conseil d’État et agréée par le ministère des Sports.
En 2017, le golf en France est pratiqué par plus de 600 000 personnes (dont 410 261 licenciés FFG en 2017) dont 27,5 % sont des femmes répartis sur les 733 clubs de golf que comptait l'hexagone en 2017. Ainsi, c'est la huitième activité sportive pratiquée en France après le football, le tennis, l'équitation, le judo, le basket-ball, le handball et le rugby à XV. En termes d'infrastructures et de joueurs c'est l'une des 15 premières nations européennes. Lors de la 2e édition des Jeux olympiques qui se tient à Paris en 1900, le golf fait son entrée dans la compétition, dernière en date en France après que la discipline fut retirée du programme olympique jusqu'en 2016.

## Histoire

### Les origines

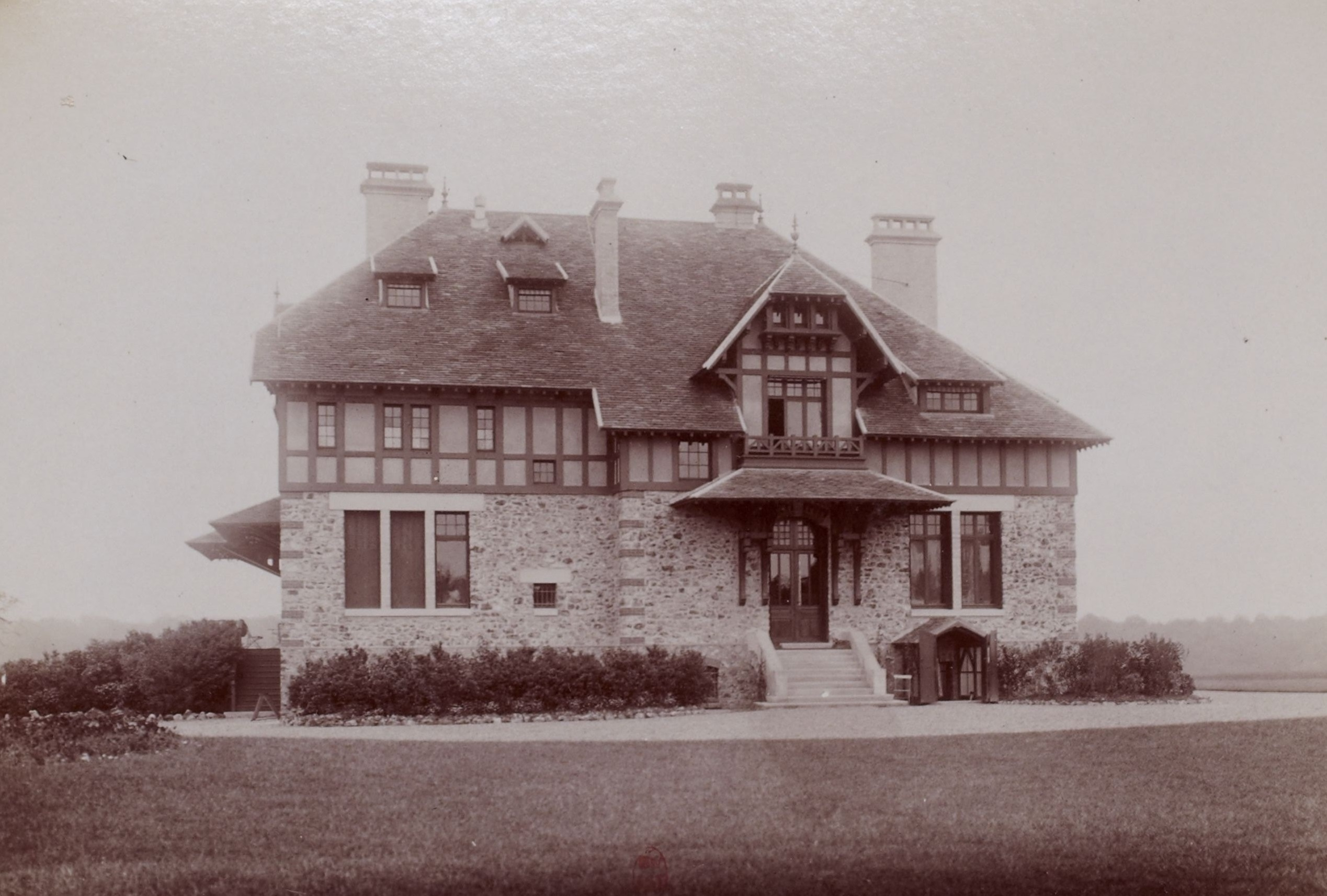
Siège de la Société de Golf de Paris (La Boulie en 1905).

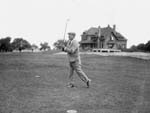
Arnaud Massy, à l'Open de France en 1907.

L'histoire du golf en France remonte à 1856 et la création du premier golf à Pau (Pyrénées-Atlantiques). Les premiers indices de la pratique du golf dans la région dataient de la présence de l'armée de Wellington dans la ville après la bataille d'Orthez du 27 février 1814. C'est le premier golf français mais aussi le premier golf du continent européen créé sous l'influence des Anglais. Il offre un parcours de 18 trous et son club-house de style victorien abrite un restaurant et un bar à l'ambiance britannique. Le golf de Pau demeure le seul parcours de golf en France pendant trente-deux ans. Il faut attendre 1887 pour que le second golf français, le Dinard Golf à Saint-Briac-sur-Mer, voit le jour (inauguration en 1890). Il est suivi, en 1888, par le Golf du Phare, installé sur la côte basque. Ces deux golfs sont également fondés à l'initiative des colonies anglaises présentes sur la côte d'Emeraude et à Biarritz, respectivement. Le Golf du Phare est inauguré le 13 mars 1888, en présence notamment de la princesse Frederika de Hanovre (1848-1926).
Lors des Jeux olympiques d'été de 1900 qui se sont déroulés à Paris, le golf fait sa première apparition sur le parcours de Compiègne, sous le contrôle de Jacques de Pourtalès, membre du comité de la société de Golf de Paris, Paul la Perche, Président de la société des sports de Compiègne et le lieutenant Robert Fournier-Sarlovèze, membre fondateur du club. La première édition sera remportée par l'Américain Charles Edward Sands chez les hommes et l'Américaine Margaret Abbott chez les femmes.
La première édition de l'Open de France, le plus ancien et le plus important tournoi de golf d'Europe continentale, se tient en 1906 au Golf de La Boulie et est remportée par le Français Arnaud Massy (ce dernier récidivera en 1907, 1911 et 1925). En 1907, il est le premier Européen non britannique à remporter l'Open britannique et reste à ce jour le seul Français à avoir remporté le tournoi.
L'Union des golfs de France est créée le 24 novembre 1912 à l'initiative de Pierre Deschamps (1856-1923) qui en sera le président jusqu'en 1924[réf. nécessaire]. Le 13 janvier 1933, elle prend le nom officiel de « Fédération française de golf ».

### La période moderne
Dans les années 1980, le golf a connu un fort développement de ses structures sur le territoire national, mais ce développement s'est vu par la suite ralentir à partir des années 1990. Entre la fin des années 1970 et le début des années 1990, le golf français est passé de 80 000 licenciés et 200 parcours à 200 000 licenciés et 400 parcours, la plupart des nouveaux parcours étant beaucoup plus accessibles que précédemment, avec notamment la création des premiers "golfs publics" dans les années 1970. Ainsi, c'est une formidable occasion de développement pour les boutiques de sports de proposer un grand nombre de produits. Patrick Schmidlin fonde à Paris en 1982 la première boutique de golf, nommée à l'époque « Multi-sports » et spécialisée dans le tennis, la planche-à-voile et le golf. Cette première boutique, nommée « Golf Plus » par la suite, s'agrandit rapidement et se spécialise dans le golf pour offrir un très grand choix de matériel à des joueurs de plus en plus nombreux. Un second magasin ouvre à Cannes en 1986 puis un troisième à Saint-Cloud l'année suivante, avec en plus un atelier de réparation et de clubs sur mesure.

En 1994, le fondateur et président du groupe Danone, Antoine Riboud soucieux de valoriser la région savoyarde et de stimuler l'activité économique environnante, crée dans la commune d'Évian-les-Bains une compétition de golf féminin : l'Evian Masters, qui est renommé en 2012 The Evian Championship lorsqu'il devient le cinquième Majeur féminin.
En 1999, la France connaît une des plus grandes déconvenues golfiques de son histoire au cours de l'Open Britannique : après être passé par les qualifications de Carnoustie, le golfeur montois Jean Van de Velde, leader jusqu'à la dernière journée du tournoi et comptant 3 coups d'avance sur ses poursuivants, échoue au dernier trou à la suite d’événements malheureux. Condamné à un play-off à trois avec Justin Leonard et Paul Lawrie, il échoue à la deuxième place et passe tout près de réaliser un exploit en devenant le premier français vainqueur d'un Majeur depuis Arnaud Massy en 1907.

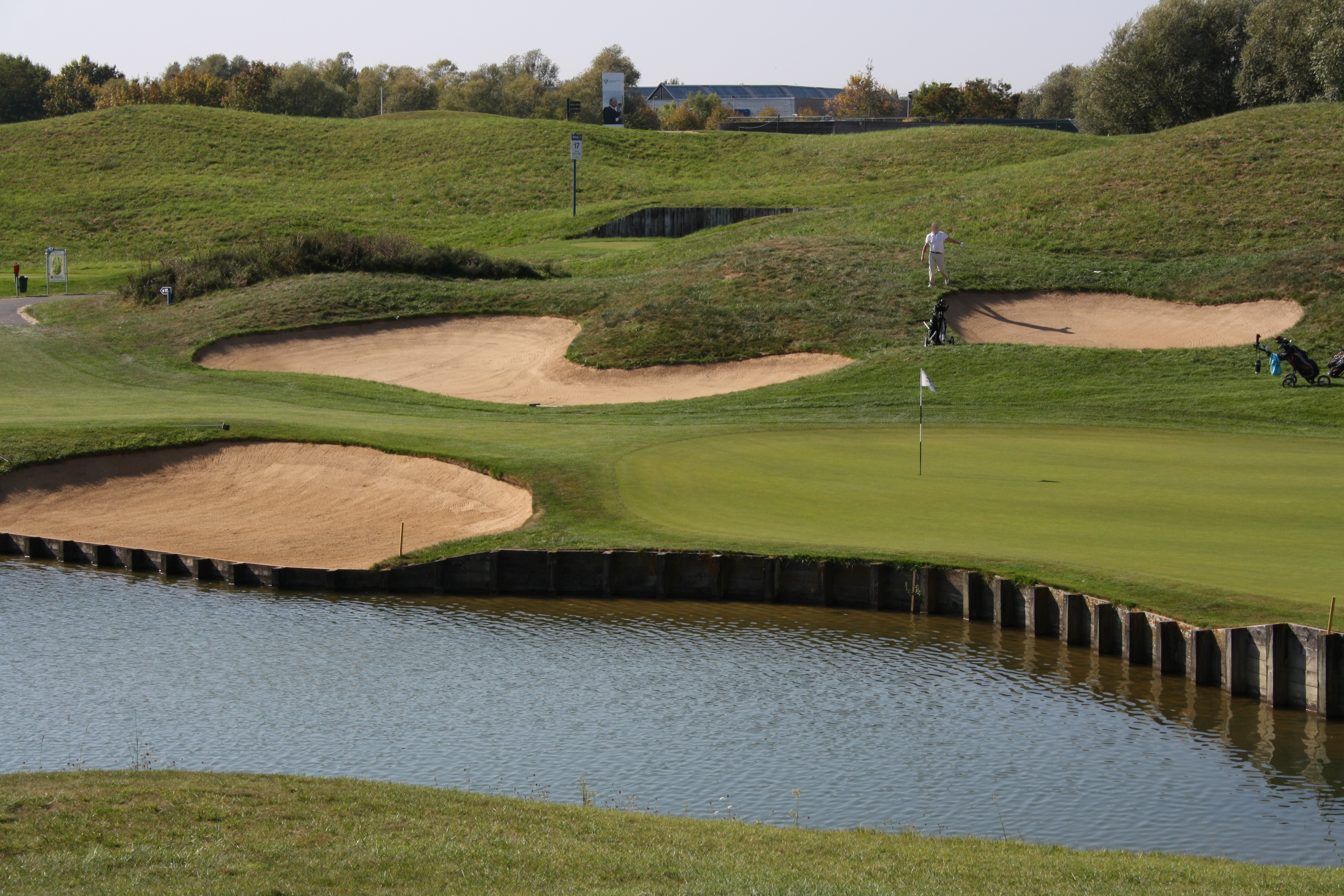
Le Golf national en 2011

À partir de 2002, c’est au Golf national que se joue désormais l'Open de France masculin. La même année, la France connaît une amère déception lors de l'Open britannique 2002 disputé à Muirfield en Écosse. Trois ans après la dure défaite de Jean Van de Velde, Thomas Levet dispute les play-offs de la compétition avec l'Américain Stuart Appleby, l'Australien Steve Elkington et le Sud-Africain Ernie Els. Après un premier play-off disputé en quatre trous, Levet et Els restent seuls en course pour la victoire. Ils repartent alors pour un play-off disputé en mort subite sur le 18e trou. Els réussit le par, tandis que Levet doit se contenter à la fois d'un bogey et de la deuxième place du tournoi.
En 2003, se dispute la 34e et dernière édition du Trophée Lancôme, qui avait été lancé en 1970. Son ultime vainqueur est le Sud-Africain Retief Goosen.
En 2006, Julien Guerrier, âgé de 20 ans, remporte le British Amateur, et signe (après Philippe Ploujoux en 1981), la 2e victoire française au palmarès de ce "Majeur" amateur. L'Open de France fête son centenaire.
En mars 2007 se tient le salon du golf de Paris, premier et unique salon dédié au golf à destination du grand public en France. Les principaux acteurs du marché sont réunis et le salon accueille cette année-là plus de 30 000 visiteurs.
Lors de la 16e édition des Jeux méditerranéens qui s'est déroulée en juillet 2009 à Pescara (Italie), l'équipe de France de golf amateur remporte quatre médailles olympiques. Du 24 au 27 septembre 2009 a lieu la première édition du Vivendi Trophy sur le parcours de Saint-Nom-la-Bretèche facilement remporté par l'équipe de Grande-Bretagne et d'Irlande face à l'équipe d'Europe continentale.
Le 20 juin 2010, à l'US Open, Grégory Havret échoue à la deuxième place derrière l'Irlandais Graeme McDowell. Il rejoint ainsi les joueurs comme Jean Van de Velde (1999) ou Thomas Levet (2002) qui ont échoué avant lui au British Open.
À la suite du succès des différentes éditions du salon du golf de Paris, Lyon accueillit en mars 2010 la première édition du salon du golf (7 486 visiteurs), seule et unique édition en province. À la fin des années 2000, le golf connaît en France un engouement croissant auprès de la population pour franchir la barre des 400 000 licenciés (contre 291 754 en 2000). Cependant à la fin de l'année 2010, la discipline connaît pour la première fois depuis très longtemps un très léger recul du nombre de licenciés (- 0,7 %).
À la suite de la candidature en juin 2009 de la Fédération française de golf pour la Ryder Cup en 2018 au Golf national, le président du circuit européen, George O'Grady annonce officiellement le 17 juin 2011, la France comme pays organisateur de l'évènement. Créée en 1927, l'épreuve mythique sera organisée pour la première fois sur le territoire français et pour la seconde fois en Europe continentale.

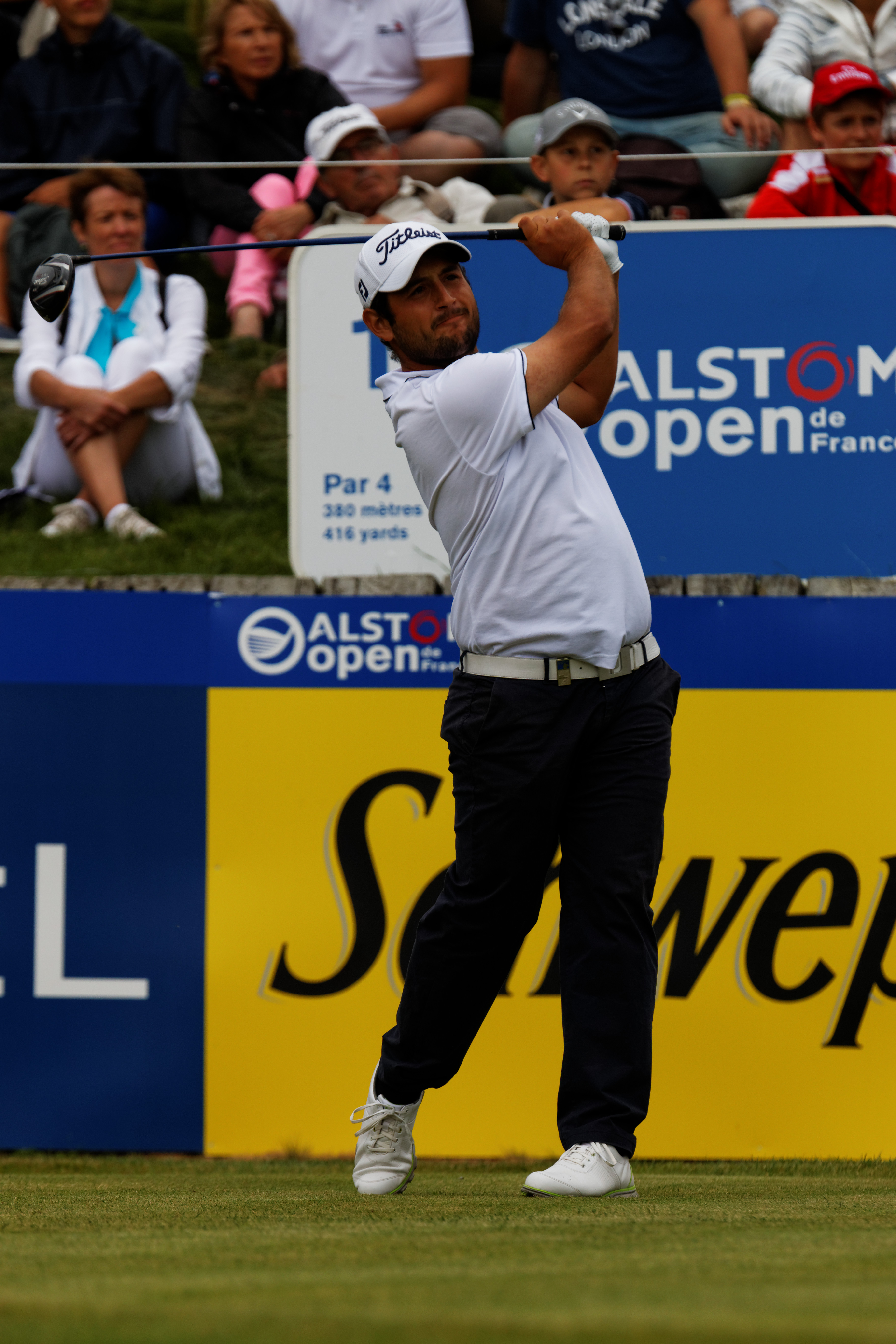
Alexander Levy lors du second tour de l'Open de France 2014

L'année 2012 marque le temps de la relève avec l’émergence de jeunes joueurs français comme Romain Wattel et Victor Dubuisson, véritables chances françaises de remporter un tournoi majeur dans les prochaines années et ainsi porter le golf français à son plus haut niveau. Le 10 novembre 2013, la victoire de Victor Dubuisson lors du Turkish Airlines Open face à Jamie Donaldson (49e mondial), Tiger Woods (no 1 mondial) et Justin Rose (5e mondial), lui permet d'intégrer à 23 ans et pour la première fois de sa carrière le top 100 des meilleurs joueurs mondiaux, et plus précisément la 39e place mondiale,. En février 2015, deux Français, Victor Dubuisson et Alexander Lévy, intègrent en même temps pour la première fois de l'histoire le top 50 mondial (17e place pour le premier et 49e pour le second).
L'année 2024 est marquée par la participation de trois Français au circuit américain masculin (Victor Perez, Matthieu Pavon et Paul Barjon), et surtout par la 1re victoire d'un Français sur ce circuit, avec le succès de Matthieu Pavon au Farmers Insurance Open en janvier 2024.. 

## Dates clefs des premiers parcours en France
- 1856 : Pau, Le premier parcours en Europe Continentale
- 1888 : Biarritz
- 1890 : Argelès-Gazost (n'existe plus)
- 1887 : Dinard
- 1891 : Golf Club Old Course de Cannes - Mandelieu. Créé par le grand-duc Michel de Russie
- 1893 : Saint-Jean-de-Luz/Sainte-Barbe (n'existe plus)
- 1893 : Paramé St Malo (n'existe plus)
- 1894 : Hyères (n'existe plus)
- 1895 : St Raphaël-Valescure
- 1896 : Compiègne (premier parcours olympique)
- 1896 : Le Mesnil-le-Roi (n'existe plus)
- 1897 : Dieppe-Pourville
- 1899 : Old Course de Deauville (a disparu en 1942-43).

## Nombre de licenciés[15]
| 1990    | 1998    | 1999    | 2000    | 2001    | 2002    | 2003    | 2004    |
| ------- | ------- | ------- | ------- | ------- | ------- | ------- | ------- |
| 181 147 | 268 630 | 277 459 | 291 754 | 301 902 | 325 229 | 345 022 | 359 141 |
| 2005    | 2006    | 2007    | 2008    | 2009    | 2010    | 2011    | 2012    |
| 368 746 | 378 275 | 387 067 | 396 990 | 410 377 | 407 530 | 418 340 | 422 761 |
| 2013    | 2014    | 2015    | 2016    | 2017    | 2018    | 2019    | 2020    |
| 414 249 | 408 388 | 407 569 | 407 719 | 410 261 | 412 726 | 420 628 |         |

## Nombre de terrains de golf par région
| Rang | Région                     | Nombre de terrains de golf |
| ---- | -------------------------- | -------------------------- |
| 19   | Alsace                     | 16                         |
| 3    | Aquitaine                  | 77                         |
| 16   | Auvergne                   | 24                         |
| 15   | Bourgogne                  | 26                         |
| 5    | Bretagne                   | 54                         |
| 8    | Centre-Val de Loire        | 42                         |
| 21   | Champagne-Ardenne          | 13                         |
| 22   | Corse                      | 6                          |
| 20   | Franche-Comté              | 13                         |
| 1    | Île-de-France              | 119                        |
| 11   | Languedoc-Roussillon       | 33                         |
| 18   | Limousin                   | 17                         |
| 13   | Lorraine                   | 31                         |
| 7    | Midi-Pyrénées              | 51                         |
| 10   | Nord-Pas-de-Calais         | 34                         |
| 12   | Basse-Normandie            | 32                         |
| 17   | Haute-Normandie            | 21                         |
| 6    | Pays de la Loire           | 52                         |
| 14   | Picardie                   | 30                         |
| 9    | Poitou-Charentes           | 40                         |
| 4    | Provence-Alpes-Côte d'Azur | 77                         |
| 2    | Rhône-Alpes                | 84                         |
| 24   | Guadeloupe                 | 2                          |
| 25   | Guyane                     | 2                          |
| 26   | Martinique                 | 1                          |
| 23   | La Réunion                 | 3                          |

## Golf et handicap: naissance du handigolf
Le golf, comme de nombreux autres handisports, est accessible aux personnes en situation de handicap. Contrairement à d'autres handisports, et même si un matériel adapté au handicap est autorisé, les règles de jeu sont les mêmes pour les joueurs handicapées et les joueurs valides.
Depuis 1993, une association française, Handigolf, œuvre pour que les personnes à mobilité réduite puissent pratiquer le golf. Rattachée à Fédération française de golf depuis 2007, l'association compte plus de 200 adhérents et 48 golfs partenaires.

## Les champions et personnalités du Golf

### Les hommes
| - François de Bellet (1er Français à gagner les Internationaux de France Amateur et à jouer le British open amateur) - Henri de Lamaze - Grégory Bourdy - Auguste Boyer (en) - Julien Brun (en) - François Calmels - Christian Cévaër - Marcel Dallemagne (en) - Sébastien Delagrange (en) - François Delamontagne (en) | - Édouard Dubois (en) - Victor Dubuisson - Olivier Edmond - Pascal Edmond (en) - Marc Farry - Jean Garaialde - Jean Gassiat (nl) - Jean-Baptiste Gonnet (en) - Julien Guerrier - Grégory Havret | - Raphaël Jacquelin - Eugène Laffitte - Alexandre Kaleka (en) - Thomas Levet - Alexander Lévy - José-Filipe Lima - Michael Lorenzo-Vera - Jean-François Lucquin (en) - Arnaud Massy - Adrien Mörk | - Matthieu Pavon - Victor Perez - Julien Quesne - Jean-François Remesy - Victor Riu - Charles-Édouard Russo (en) - Anthony Snobeck (en) - Gary Stal - Louis Tellier (golfeur) (en) (1er Français vainqueur sur le circuit US PGA) - André M Vagliano - Jean Van de Velde - Romain Wattel |

### Les femmes

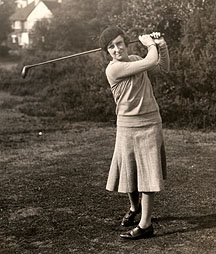
Simone Thion de La Chaume

| - Stéphanie Arricau - Pauline de Bellet / de Vilmorin (1re Française vainqueur des Internationaux de France Dames en 1913 - Céline Boutier - Jeanne-Marie Busuttil (en) - Marie-Laure De Lorenzi | - Karine Icher - Claudine Cros / Rubin / Chatrier - Janine Gaveau / Munier - Ludivine Kreutz - Catherine Lacoste | - Virginie Lagoutte-Clément - Patricia Meunier-Lebouc - Sandrine Mendiburu - Gwladys Nocera - Anne-Marie Palli | - Simone de la Chaume - Lally Vagliano / de Saint Sauveur / Segard - Brigitte Varangot |

## Les joueurs français lors des Majeurs et la Ryder Cup
Depuis la création successifs des 4 tournois majeurs que sont The Masters, l'Open américain, l'Open britannique et le Championnat de la PGA, ainsi que de la Rydercup, peu de joueurs français ont eu l'occasion d'y participer et notamment de glaner l'un de ces 5 trophées. En 1907, Arnaud Massy remporte l'Open britannique et reste le seul français à avoir remporté à ce jour un tournoi majeur.

### Masters d'Augusta
Seuls dix joueurs tricolore ont pris part aux Masters d’Augusta. La meilleure performance française est la 13e place de Thomas Levet en 2005. Le dernier et dixième français ayant participé à l'épreuve est le Cabriencs Romain Langasque en 2016, à la suite notamment de sa victoire au championnat de golf amateur de Grande-Bretagne l'année précédente. Il le premier joueur amateur français à franchir le cut, et avec Victor Dubuisson les deux seuls français à avoir passé le cut lors de la même édition.

### Open britannique
Arnaud Massy reste le seul français à avoir remporté l'Open Britannique. Seuls Jean Van de Velde en 1999 et Thomas Levet en 2002 ont réussi à se classer second de l'épreuve.

### US Open
Grégory Havret a réussi à se classer second de l'épreuve en 2010 avec un score de +1. 

### USPGA
Victor Dubuisson a réalisé en 2014 le meilleur classement français en prenant la 7e place du tournoi avec un score de -11 sous le par.

### Ryder Cup
Du fait de son histoire, seuls trois Français ont été sélectionnés. En effet, lors de sa création en 1927, la Ryder Cup est un affrontement entre les États-Unis et le Royaume-Uni. La compétition s'ouvre aux joueurs irlandais en 1973, et c'est seulement en 1979 que les joueurs d’Europe continentale sont admis. Les trois Français sélectionnés en équipe européenne sont : Jean Van de Velde (1999), Thomas Levet (2004) et Victor Dubuisson (2014), ces deux derniers étant les seuls Français à avoir appartenu à une équipe européenne victorieuse. L'édition 2018 s'est jouée au Golf national de Saint Quentin en Yvelines près de Paris.

## Les joueuses françaises lors des Majeurs et la Solheim Cup

### US Open féminin
Catherine Lacoste, fille de la championne de golf Simone Thion de la Chaume, et du champion de tennis français René Lacoste, l'un des "mousquetaires" et fondateur de la marque qui porte son nom, a remporté l'US Open féminin en 1967. Elle reste à ce jour la seule femme amateur au monde à avoir remporté ce titre, et la seule française à avoir remporté un tournoi majeur de golf.

### The Evian Championship
Céline Boutier est la seule Française à avoir remporté, en 2023, The Evian Championship, devenu en 2013 le 5e majeur féminin. Auparavant, la seule Française à être montée sur le podium était Marie-Laure de Lorenzi en se classant 3e. En 2001, Marine Monnet échoue au pied du podium en se classant 4e.

### Solheim Cup
Depuis la création de la Solheim Cup en 1990, seuls six Françaises ont pris place dans l'équipe européenne. Marie-Laure de Lorenzi est la première en 1990 et Céline Boutier la dernière en 2023. Patricia Meunier-Lebouc, Karine Icher et Céline Boutier sont les trois Françaises membres d'une équipe européenne victorieuse.

## Golf professionnel

### Circuits de golf
Le Trophée Lancôme était une compétition française de golf qui se tenait au Golf de Saint-Nom-la-Bretèche de 1970 à 2005.
- L'AGF-Allianz golf Tour
- Open international de Toulouse
- Open des volcans
- Open international de Bretagne
- Challenge de France
- Open international de Lyon

### Tournois majeurs masculins

Logo du tournoi de l'Open de France

### Tournois majeurs féminins

Logo du tournoi de l'Évian masters

Chez les femmes, un des 5 tournois majeurs se déroule en France : l'Evian Masters, créé en 1994 et devenu en 2013 le 5e tournoi du grand chelem féminin.

## Médecine et dopage
La loi du 5 avril 2006, relative à la lutte contre le dopage et à la protection de la santé des sportifs entrée en vigueur le 1er octobre 2006, a réformé la loi a l'ambition de "renforcer l'efficacité de la lutte antidopage au niveau national. Jusqu'à ce jour, aucune suspension pour dopage après des contrôles stricts ne semble avoir été appliquée en France.

## Golf et médias

### Presse écrite et digitale
En comparaison avec de nombreux sports tels que le football, le rugby ou encore le tennis, le golf ne dispose pas en France d'une couverture médiatique importante, malgré la démocratisation croissante de ce sport. Il a fallu attendre 1971 pour qu'un magazine soit exclusivement consacré à ce sport, Golf européen, qui succédait à Tennis & Golf, ancêtre des magazines de sport apparu en 1914. Cependant, ce sport peut compter certains journaux spécialisés tel que Golf Magazine ou le Journal du Golf, ou des médias digitaux comme Golf Planète.

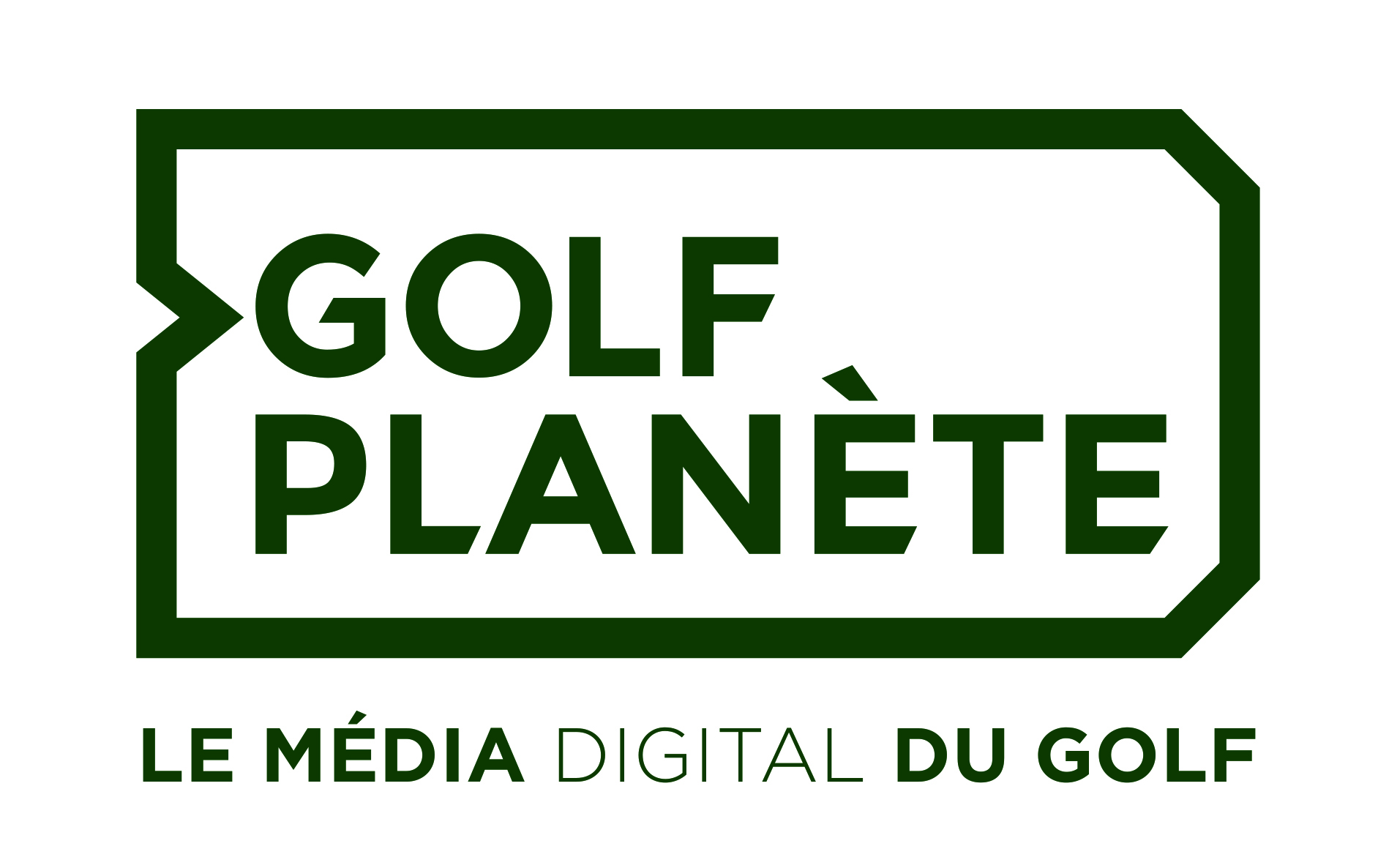

### Médias audiovisuels

Le média audiovisuel français Golf Channel

La chaîne Golf+ du Groupe Canal+

En septembre 2010 le groupe audiovisuel français AB Groupe, en partenariat avec la chaîne de télévision américaine Golf Channel, diffuse sur Freebox TV des émissions de cette dernière mais est aussi consacrée au golf en France. Cependant, le 4 juillet 2012, Canal+ vient concurrencer Golf Channel avec Golf+.

### Autres évènements
Le 16 mars 2015 se déroule la première édition des Trophées du golf au Pavillon Dauphine à Paris. La FFG s’est jointe à cet événement visant à récompenser les talents et les réussites du golf en France et qui doit permettre de mettre en lumière l’engagement de personnalités, de clubs, de marques de golf pour faire rayonner ce sport au-delà de l’univers des pratiquants. Victor Dubuisson est sacré golfeur de l'année 2014 à l'occasion de la première édition.

### Les influenceurs
Depuis 2020, un nouveau type de média fait apparition dans le monde du Golf en France : les influenceurs. Ces nouveaux influenceurs sont le plus souvent jeunes, masculins, golfeurs débutants ou expérimentés et ont tous en commun de parler à la première personne de leur passion du golf.
Aujourd'hui, on compte quelques influenceurs spécialisés dans le Golf comme Arnaud Sérié,,. Ce nouveau média se développe et les influenceurs commencent à se démultiplier sur les réseaux sociaux tout en espérant contribuer à l'image positive du golf.

## Équipementiers
Connaissant un fort développement dans les années 1980, le golf connaît à la même époque l'ouverture des premières boutiques de golf. Celles-ci s'ouvrent tout d'abord en 1982 à Paris, par l'intermédiaire de Patrick Schmidlin, nommé à l'époque Sport-Plus et spécialisée dans le tennis, la planche-à-voile et le golf. Cette première boutique nommée Sport Plus devient par la suite Golf Plus, s'agrandit rapidement et se spécialise dans le golf pour offrir un très grand choix de matériel aux joueurs de plus en plus nombreux. Le succès ne se fait pas attendre et un second magasin ouvre à Cannes en 1986, puis un troisième à Saint-Cloud l'année d'après avec en plus un atelier de réparation et de clubs sur mesure. Golf Plus, représente aujourd'hui le premier spécialiste du golf en France avec plus de 17 magasins.
Le distributeur Decathlon commercialise sur l'ensemble du territoire matériels et accessoires de golf ainsi que sa propre marque appelée Inesis créée en 2000 pour les sports de raquette et élargie en 2002 au golf.
En 2008, PGTee, la première marque française de clubs de golf de luxe voit le jour.

## Palmarès international
La liste suivante propose les principaux titres internationaux remportés par des équipes nationales, clubs ou sportifs français.
- 1 British Open de golf (Arnaud Massy 1907)
- 1 Championnat Kraft Nabisco (Patricia Meunier-Lebouc 2003)
- 1 US Open féminin de golf (Catherine Lacoste 1967)
- 1 The Evian Championship (Céline Boutier 2023 )
- 1 Championnat du monde de golf amateur messieurs par équipes (Romain Wattel, Alexander Lévy et Johann Lopez Lazaro 2010)
- 3 Championnat de golf amateur de Grande-Bretagne messieurs (Romain Langasque 2016 Julien Guerrier 2006; Philippe Ploujoux 1981)
- 10 Championnat de golf amateur de Grande-Bretagne dames (en) (Céline Boutier 2015 ; Marine Monnet 1999 ; Valérie Michaud 1991; Catherine Lacoste 1969 ; Brigitte Varangot 1968; Brigitte Varangot 1965 ; Brigitte Varangot 1963 ; Vicomtesse de St Sauveur 1950 ; Nanette le Blan 1928 ; Simone Thion de La Chaume 1927)
- 2 Médaille de bronze aux Jeux méditerranéens de 2009 (Une par équipe homme : Mayel Oueld Es Cheikh, Nicolas Peyrichou, Frédéric Abadie ; une en simple homme : Nicolas Peyrichou)
- 2 Médaille d'argent aux Jeux méditerranéens de 2009 (Une par équipe femme : Emilie Alonso, Rosanna Crepiat, Perrine Delacour ; une en simple femme:Emilie Alonso)

## Archive des classements mondiaux en fin de saison

### Hommes
| - 1993 Jean Van de Velde (144e) (1) - 1994 Jean Van de Velde (142e) (2) - 1995 Jean-Louis Guépy (165e) | - 2003 Raphael Jacquelin (123e) (1) - 2004 Thomas Levet (42e) (3) - 2005 Thomas Levet (87e) (4) - 2006 Raphael Jacquelin (106e) (2) - 2007 Raphael Jacquelin (88e) (3) - 2008 Grégory Havret (103e) - 2009 Grégory Bourdy (85e) - 2010 Grégory Bourdy (96e) (2) - 2011 Grégory Havret (90e) (2) - 2012 Raphael Jacquelin (119e) (3) | - 2013 Victor Dubuisson (32e) (1) - 2014 Victor Dubuisson (17e) (2) - 2015 Victor Dubuisson (33e) (3) - 2016 Victor Dubuisson (79e) (4) - 2017 Alexander Lévy (74e) (1) - 2018 Alexander Lévy (97e) (2) - 2019 Victor Perez (51e) (1) - 2020 Victor Perez (32e) (2) - 2021 Victor Perez (81e) (3) |

### Femmes
| - 2006 Gwladys Nocera (46e) (1) - 2007 Gwladys Nocera (65e) (2) - 2008 Gwladys Nocera (103e) (3) - 2009 Gwladys Nocera (108e) (4) - 2010 Karine Icher (59e) (1) - 2011 Karine Icher (84e) (2) - 2012 Karine Icher (32e) (3) - 2013 Karine Icher (25e) (4) | - 2014 Karine Icher (45e) (5) - 2015 Karine Icher (57e) (6) - 2016 Karine Icher (45e) (7) - 2017 Karine Icher (59e) (8) - 2018 Céline Boutier (121e) (1) - 2019 Céline Boutier (61e) (2) - 2020 Céline Boutier (57e) (3) - 2021 Céline Boutier (28e) (4) |